# 2409 Chapman
2409 Chapman este un asteroid din centura principală, descoperit pe 17 octombrie 1979 de Edward Bowell.